# Rund um die Hainleite
La Rund um die Hainleite era una competició ciclista d'un dia que es disputa als voltants d'Erfurt, a l'estat de Turíngia, Alemanya. Creada al 1907, era una de les curses més antigues del país. Al 2005 es va integrar al calendari de l'UCI Europa Tour, i al partir de 2008 va desaparèixer com a cursa individual i va passar a ser l'última etapa de la Volta a Turíngia.

## Palmarès
| - 1907 Willi Ochs - 1908 H. Schröckel - 1909 H. Schröckel - 1910 Gustav Schulze - 1911 Karl Zander - 1911 K. Trettenborn (Amat.) - 1912 Franz Suter - 1912 A. Frömming (Amat.) - 1913 Erich Aberger - 1913 Hans Koch (Amat.) - 1914 Erich Aberger - 1914 P. Fehlau (Amat.) - 1915-1919 no disputada - 1920 K. Ohme (Amat.) - 1921 Adolf Huschke - 1921 M. Werner (Amat.) - 1922 Paul Kohl - 1922 A. Roßner (Amat.) - 1923 M. Werner (Amat.) - 1924 Otto Nitze - 1925 Paul Kohl - 1925 Richard Beyer - 1926 Otto Gugau - 1926 Gaetano Belloni - 1927 G. Zind - 1927 R. Schuster - 1928 Paul Kohl - 1928 R. Hahn - 1928 W. Haucke - 1929 H. Puttkammer - 1929 H. Stache - 1930 Otto Beyer - 1931 Oskar Michael - 1931 S. Kley - 1932 K. Kerber - 1932 Rudolf Risch | - 1933 F. Mertens - 1933 Georg Stach - 1934 Fritz Anger - 1934 H. Schumann - 1935 E. Scheller - 1935 E. Westhaus - 1936 Fritz Ruland - 1936 P. Machleidt - 1937 Walter Nickel - 1937 W. Oberquelle - 1938 Georg Umbenhauer - 1938 Werner Richter - 1939 Horst Siegel - 1939 Werner Schiffner - 1940 Fritz Scheller - 1941 B. Schultze - 1942 Harry Saager - 1943 Herbert Bresching - 1944 H. Claessen - 1945-1948 no disputada - 1949 P. Scherner - 1950 Bernhard Wille - 1950 Horst Gaede - 1951 Fritz Funke - 1951 Werner Fritzsche - 1952 Lothar Meister - 1953 Edi Ziegler - 1954 Gustav-Adolf Schur - 1955 Rudi Kirchoff - 1955 Siegfried Wustrow - 1956 Günther Oldenburg - 1957 Gustav-Adolf Schur - 1957 W. Seidel - 1958 Manfred Weißleder - 1959 V. Eeckhandt - 1960 Erich Hagen - 1960 Gustav-Adolf Schur | - 1961 Erich Hagen - 1962 Eberhard Butzke - 1963 K. Taufmann - 1964 Klaus Kellermann - 1965 Rainer Marks - 1966 Klaus Ampler - 1967 Bernd Patzig - 1968 no disputada - 1969 Wolfgang Braune - 1970 Dieter Grabe - 1971-1979 no disputada - 1980 Thomas Barth - 1981 Mario Kummer - 1982 Bernd Drogan - 1982 Olaf Ludwig - 1983 Uwe Raab - 1984-1985 no disputada - 1986 Mario Kummer - 1987 Uwe Ampler - 1988 no disputada - 1989 Steffen Rein - 1990-1992 no disputada - 1993 Hagen Bernutz - 1994 Thomas Schlenderlein - 1995 Roland Nestler - 1996 Mario Kummer - 1997 Dirk Müller - 1998 Thomas Liese - 1999 Holger Sievers - 2000 Nicki Sørensen - 2001 Christian Wegmann - 2002 Sascha Sviben - 2003 Enrico Poitschke - 2004 Peter Wrolich - 2005 Bert Grabsch - 2006 Jens Voigt - 2007 Greg Van Avermaet |

## Palmarès com a etapa de laVolta a Turíngia
| Any  | Vencedor          | Segon             | Tercer                   |
| ---- | ----------------- | ----------------- | ------------------------ |
| 2008 | Laurent Beuret    | Jonathan Bellis   | Andreas Stauff           |
| 2009 | Leigh Howard      | Steven Kruijswijk | Stefan Denifl            |
| 2010 | John Degenkolb    | Timothy Roe       | Nikias Arndt             |
| 2011 | Luke Rowe         | Michael Hepburn   | Nils Plötner             |
| 2012 | Danny van Poppel  | Moreno Hofland    | Nikias Arndt             |
| 2013 | Łukasz Wiśniowski | Silvio Herklotz   | Kristian Haugaard Jensen |